# Allophylus megaphyllus
Allophylus megaphyllus là một loài thực vật có hoa trong họ Bồ hòn. Loài này được Hutch. & Dalziel mô tả khoa học đầu tiên năm 1928.